# یان کاچر
یان کاچر (چکی: Jan Kačer؛ ‏۳ اکتبر ۱۹۳۶  – ۲۴ مهٔ ۲۰۲۴) بازیگر و کارگردان فیلم اهل کشور جمهوری چک بود. او از سال ۱۹۶۰ در بیش از شصت فیلم ظاهر شده‌ بود.
از فیلم‌ها یا برنامه‌های تلویزیونی که وی در آنها نقش داشته‌است، می‌توان به دره زنبورها، ساختمان پزشکان در باغ رز و پیوندهای خانوادگی اشاره کرد.